# 上国崎村
上国崎村（かみくにさきむら）は、大分県東国東郡にあった村。現在の国東市の一部にあたる。

## 地理
国東半島の東部、田深川流域の山間部に位置していた。

## 歴史
- 1889年（明治22年）4月1日、町村制の施行により、東国東郡成仏村、下成仏村、見地村、中田村が合併して村制施行し、上国崎村が発足[1][2]。旧村名を継承した成仏、下成仏、見地、中田の4大字を編成[2]。
- 1954年（昭和29年）3月31日、東国東郡国東町、富来町、来浦町、豊崎村、旭日村（一部）と合併し国東町が存続して廃止された[1][2]。

## 産業
- 農業